# 금호고속의 운행 노선
본 문서는 금호고속의 운행 노선을 다루고 있다. 금호고속은 단일 업체로는 KD운송그룹 다음으로 큰 규모인 1214대의 시외버스 433대, 고속버스 781대, 전세버스 등을 보유하고 있다. (2013년 기준)

## 대한민국

### 고속버스
2019년 4월 기준이다.

#### 경부선
| 운행 노선                 | 공동 운행사                                                      | 운행구간     | 운행구간 | 운행구간 | 경유지                   | 운행 대수 | 운행 대수 | 운행 대수 | 비고                                                     |
| 운행 노선                 | 공동 운행사                                                      | 운행구간     | 운행구간 | 운행구간 | 경유지                   | 일반      | 우등      | 고급      | 비고                                                     |
| ------------------------- | ---------------------------------------------------------------- | ------------ | -------- | -------- | ------------------------ | --------- | --------- | --------- | -------------------------------------------------------- |
| 서울 ↔ 경주               | 천일고속 한일고속                                                | 서울경부     | ↔        | 경주     | 낙동강휴게소             | 2         | 3         | 1         | 2017년 1월 6일 우등 감차 2019년 4월 10일 중간경유지 변경 |
| 서울 ↔ 공주               |                                                                  | 서울경부     | ↔        | 공주     |                          | 2         | 8         | 2         | 2017년 1월 6일 우등 감차                                 |
| 서울 ↔ 금산               | 삼화고속                                                         | 서울경부     | ↔        | 금산     | 마전리                   | 1         | 1         | -         |                                                          |
| 서울 ↔ 김천               | 한일고속                                                         | 서울경부     | ↔        | 김천     | 경북혁신도시             | 1         | 1         | -         | 2016년 3월 2일 중간경유지 추가 2017년 1월 6일 우등 감차  |
| 서울 ↔ 대구               | 동양고속 삼화고속 중앙고속 천일고속 한일고속                     | 서울경부     | ↔        | 동대구   | 선산휴게소, 서대구       | 2         | 7         | 2         |                                                          |
| 서울 ↔ 대구               | 동양고속 삼화고속 중앙고속 천일고속 한일고속                     | 서울경부     | ↔        | 동대구   | 선산휴게소, 신서혁신도시 | -         | 1         | -         | 2018년 3월 1일 신설                                      |
| 서울 ↔ 대전복합           | 동양고속 중앙고속 천일고속 한일고속                              | 서울경부     | ↔        | 대전     |                          | 3         | 6         | 1         | 2015년 9월 23일 감차                                     |
| 서울 ↔ 대전청사           | 동양고속 중앙고속 천일고속 한일고속                              | 서울경부     | ↔        | 대전청사 | 대덕컨벤션타운           | 2         | 5         | -         | 2015년 12월 1일 중간 경유지 추가                         |
| 서울 ↔ 부산               | 동양고속 삼화고속 중앙고속 천일고속 한일고속                     | 서울경부     | ↔        | 부산     | 낙동강휴게소             | 2         | 6         | 3         | 2019년 4월 10일 중간경유지 변경                          |
| 서울 ↔ 부산서부           | 동양고속 삼화고속 중앙고속 천일고속 한일고속                     | 서울경부     | ↔        | 부산서부 | 선산휴게소               | -         | 1         | 1         |                                                          |
| 서울 ↔ 상주               | 천일고속 한일고속                                                | 서울경부     | ↔        | 상주     |                          | -         | 2         | -         |                                                          |
| 서울 ↔ 세종               | 동부고속 동양고속 삼화고속 속리산고속 중앙고속 천일고속 한일고속 | 서울경부     | ↔        | 세종시   | 세종청사                 | -         | 3         | 1         | 2013년 12월 16일 신설 2015년 5월 29일 우등 증차          |
| 서울 ↔ 세종               | 동부고속 동양고속 삼화고속 속리산고속 중앙고속 천일고속 한일고속 | 서울경부     | ↔        | 세종시   | 죽전, 세종국책연구단지   | -         | 1         | -         | 2018년 1월 31일 신설                                     |
| 서울 ↔ 울산               | 삼화고속 천일고속 한일고속                                       | 서울경부     | ↔        | 울산     | 신복                     | 2         | 9         | 2         | 2017년 1월 6일 우등 감차 2019년 4월 10일 중간경유지 변경 |
| 서울 ↔ 점촌               | 천일고속 한일고속                                                | 서울경부     | ↔        | 점촌     |                          | -         | 3         | -         | 2015년 2월 4일 우등 증차                                 |
| 동서울 ↔ 동대구           | 동양고속 삼화고속 중앙고속 천일고속 한일고속                     | 동서울       | ↔        | 동대구   | 선산휴게소, 서대구       | 1         | 3         | -         |                                                          |
| 동서울 ↔ 대전복합         | 동양고속 중앙고속 천일고속 한일고속                              | 동서울       | ↔        | 대전     |                          | 2         | 2         | -         |                                                          |
| 동서울 ↔ 부산             | 중앙고속 천일고속 한일고속                                       | 동서울       | ↔        | 부산     | 낙동강휴게소             | 1         | 3         | -         | 2015년 9월 23일 감차 2019년 4월 10일 중간경유지 변경     |
| 동서울 ↔ 부산서부         | 중앙고속 한일고속                                                | 동서울       | ↔        | 부산서부 | 선산휴게소               | -         | 1         | -         | 2016년 1월 22일 신설                                     |
| 상봉 ↔ 대전복합           | 중앙고속 한일고속                                                | 상봉         | ↔        | 대전     |                          | 1         | 1         | -         |                                                          |
| 광명 ↔ 충주               | 중앙고속                                                         | 철산         | ↔        | 충주     | 광명                     | -         | 2         | -         | 2015년 12월 2일 신설 2016년 9월 13일 운행중지            |
| 성남 ↔ 부산               | 속리산고속                                                       | 성남         | ↔        | 부산     | 낙동강휴게소             | -         | 5         | -         | 2017년 1월 6일 우등 감차 2019년 4월 10일 중간경유지 변경 |
| 성남 ↔ 부산서부           | 속리산고속                                                       | 성남         | ↔        | 부산서부 | 선산휴게소               | -         | 1         | -         | 2017년 1월 6일 우등 감차 2017년 1월 9일 일반 우등전환    |
| 수원 ↔ 서부산             | 동양고속                                                         | 수원         | ↔        | 부산서부 | 선산휴게소               | -         | 2         | -         | 2014년 12월 19일 신설 2016년 12월 22일 일반 우등전환     |
| 의정부 ↔ 동대구           |                                                                  | 성남         | ↔        | 동대구   | 선산휴게소, 서대구       | 1         | 3         | -         |                                                          |
| 대전복합 ↔ 경주           |                                                                  | 대전         | ↔        | 경주     |                          | -         | 3         | -         | 2015년 6월 1일 운행중지 2017년 1월 9일 일반 우등전환     |
| 대전복합 ↔ 부산           | 한일고속                                                         | 대전         | ↔        | 부산     |                          | -         | 2         | -         | 2015년 9월 23일 감차                                     |
| 대전복합 ↔ 부산서부       |                                                                  | 대전         | ↔        | 부산서부 |                          | -         | 2         | -         | 2016년 12월 22일 일반 우등전환                           |
| 동대구 ↔ 울산             | 천일고속                                                         | 동대구       | ↔        | 울산     |                          | 3         | 8         | -         | 2017년 1월 6일 일반 감차                                 |
| 천안 ↔ 김해               | 동양고속 천일고속                                                | 천안         | ↔        | 김해     | 선산휴게소, 김해국제공항 | -         | 1         | -         | 미운행 노선                                              |
| 인천공항 ↔ 광주(유스퀘어) | 광신고속                                                         | 인천국제공항 | ↔        | 광주     |                          | -         | 1         | 4         |                                                          |

#### 호남선
| 운행 노선     | 공동 운행사                         | 운행구간 | 운행구간 | 운행구간 | 경유지                           | 운행 대수 | 운행 대수       | 운행 대수 | 비고 |
| 운행 노선     | 공동 운행사                         | 운행구간 | 운행구간 | 운행구간 | 경유지                           | 일반      | 우등            | 고급      | 비고 |
| ------------- | ----------------------------------- | -------- | -------- | -------- | -------------------------------- | --------- | --------------- | --------- | --- |
| 서울 ↔ 강진   | 중앙고속 천일고속                   | 서울호남 | ↔        | 강진     | 정안휴게소, 장흥                 | 1         | 2               | -         | |
| 서울 ↔ 광주   | 중앙고속                            | 서울호남 | ↔        | 광주     | 정안휴게소, 비아                 | 22        | 91              | 20        | |
| 서울 ↔ 군산   | 중앙고속 천일고속                   | 서울호남 | ↔        | 군산     | 정안휴게소                       | 2         | 6               | 2         | |
| 서울 ↔ 남원   | 삼화고속                            | 서울호남 | ↔        | 남원     | 정안휴게소                       | 1         | 5               | -         | |
| 서울 ↔ 녹동   |                                     | 서울호남 | ↔        | 녹동     | 정안휴게소, 고흥                 | 1         | 4               | -         | |
| 서울 ↔ 담양   | 중앙고속                            | 서울호남 | ↔        | 담양     | 정안휴게소                       | 1         | 1               | -         | |
| 서울 ↔ 동광양 |                                     | 서울호남 | ↔        | 동광양   | 광양                             | 1         | 6               | -         | 2011년 3월 고속버스 노선으로 전환 2014년 4월 3일 우등 1대 일반전환 2014년 9월 29일 우등 증차 2016년 3월 2일 우등 증차 |
| 서울 ↔ 목포   |                                     | 서울호남 | ↔        | 목포     | 정안휴게소                       | 3         | 13              | 7         | |
| 서울 ↔ 보성   |                                     | 서울호남 | ↔        | 보성     | 정안휴게소, 벌교                 | 1         | 1               | -         | 2014년 4월 3일 일반 우등전환                                                                                          |
| 서울 ↔ 순천   | 천일고속                            | 서울호남 | ↔        | 순천     | 정안휴게소, 순천대학교           | 2         | 5               | 3         | 2015년 3월 23일 중간경유지 추가                                                                                       |
| 서울 ↔ 여수   | 천일고속                            | 서울호남 | ↔        | 여수     | 정안휴게소, 여천                 | 1         | 6               | 3         | |
| 서울 ↔ 연무대 |                                     | 서울호남 | ↔        | 연무대   | 정안휴게소, 논산                 | 2         | 5               | 2         | 2017년 1월 6일 우등 감차                                                                                              |
| 서울 ↔ 영광   | 중앙고속 천일고속                   | 서울호남 | ↔        | 영광     | 정안휴게소                       | 1         | 3               | -         | 2017년 1월 6일 우등 감차                                                                                              |
| 서울 ↔ 영산포 | 중앙고속                            | 서울호남 | ↔        | 영산포   | 정안휴게소, 나주                 | 1         | 2               | -         | |
| 서울 ↔ 완도   |                                     | 서울호남 | ↔        | 완도     | 정안휴게소                       | 1         | 3               | -         | 2014년 4월 3일 우등 1대 일반 전환                                                                                     |
| 서울 ↔ 유성   |                                     | 서울호남 | ↔        | 유성     |                                  | 3         | 14              | 6         | 2016년 7월 27일 노선 통합                                                                                             |
| 서울 ↔ 익산   |                                     | 서울호남 | ↔        | 익산     | 정안휴게소, 팔봉동               | 2         | 11              | 2         | 2013년 4월 30일 중앙고속과 공동 배차에서 단독 배차로 변경 2017년 1월 9일 일반 1대 우등 전환                           |
| 서울 ↔ 전주   | 동양고속 중앙고속 천일고속          | 서울호남 | ↔        | 전주     | 정안휴게소, 호남제일문           | 4         | 7               | 1         | 2014년 5월 1일 중간경유지 추가                                                                                        |
| 서울 ↔ 진도   |                                     | 서울호남 | ↔        | 진도     | 정안휴게소, 삼호                 | -         | 3               | -         | 2016년 9월 13일 일반 감차                                                                                             |
| 서울 ↔ 해남   |                                     | 서울호남 | ↔        | 해남     | 정안휴게소                       | 1         | 5               | -         | 2017년 1월 9일 일반 1대 우등 전환                                                                                     |
| 동서울 ↔ 광양 | 동양고속 중앙고속 천일고속 한일고속 | 동서울   | ↔        | 동광양   | 정안휴게소, 광양                 | 1         | 1               | -         | |
| 동서울 ↔ 광주 | 중앙고속                            | 동서울   | ↔        | 광주     | 정안휴게소, 비아                 | 3         | 18              | 4         | |
| 동서울 ↔ 전주 | 동양고속 중앙고속 천일고속          | 동서울   | ↔        | 전주     | 정안휴게소, 호남제일문           | 1         | 2               | -         | 2014년 5월 1일 중간경유지 추가                                                                                        |
| 상봉 ↔ 광주   | 중앙고속                            | 상봉     | ↔        | 광주     | 정안휴게소                       | 1         | 2               | -         | 2017년 1월 6일 우등 감차                                                                                              |
| 상봉 ↔ 전주   | 중앙고속                            | 상봉     | ↔        | 전주     | 정안휴게소, 호남제일문           | -         | 1               | -         | 2014년 5월 1일 중간경유지 추가                                                                                        |
| 고양 ↔ 광주   | 중앙고속                            | 고양백석 | ↔        | 광주     | 고양화정, 정안휴게소, 비아       | 1         | 3               | -         | 2014년 9월 29일 고양기점 변경                                                                                         |
| 고양 ↔ 전주   | 중앙고속                            | 고양백석 | ↔        | 전주     | 고양화정, 정안휴게소, 호남제일문 | 1         | 1               | -         | 2014년 5월 1일 중간경유지 추가 2014년 9월 29일 고양기점 변경                                                          |
| 서수원 ↔ 광주 |                                     | 서수원   | ↔        | 광주     | 정안휴게소, 비아                 | 1         | 3               | -         | 2015년 8월 23일 신설 2016년 9월 13일 운행중지                                                                         |
| 성남 ↔ 광주   | 중앙고속                            | 성남     | ↔        | 광주     | 정안휴게소, 비아                 | -         | 7               | 2         | |
| 성남 ↔ 전주   | 천일고속                            | 성남     | ↔        | 전주     | 정안휴게소, 호남제일문           | 1         | 3               | -         | 2014년 5월 1일 중간경유지 추가                                                                                        |
| 수원 ↔ 광주   | 삼화고속                            | 수원     | ↔        | 광주     | 정안휴게소, 비아                 | 2         | 10              | -         | |
| 시흥 ↔ 광주   | 중앙고속 한일고속                   | 시흥     | ↔        | 광주     | 정안휴게소, 비아                 | -         | 1               | -         | 2017년 1월 6일 일반 감차                                                                                              |
| 안산 ↔ 광주   | 중앙고속 한일고속                   | 안산     | ↔        | 광주     | 상록수역, 정안휴게소, 비아       | 1         | 1               | -         | 2015년 3월 23일 중간경유지 추가                                                                                       |
| 안성 ↔ 광주   |                                     | 안성     | ↔        | 광주     | 중앙대입구, 정안휴게소, 비아     | -         | 1               | -         | 2014년 9월 29일 중간경유지 변경 2017년 1월 6일 우등 감차                                                              |
| 의정부 ↔ 광주 |                                     | 의정부   | ↔        | 광주     | 정안휴게소, 비아                 | 2         | 4               | -         | 2014년 9월 29일 중간경유지 추가                                                                                       |
| 대전 ↔ 광주   | 중앙고속                            | 대전     | ↔        | 광주     |                                  | 1         | 1               | -         | 2014년 6월 24일 동부익스프레스에서 노선 양수                                                                          |
| 춘천 ↔ 광주   | 대원고속                            | 춘천     | ↔        | 광주     | 비아                             | 1         | 1               | -         | 2014년 9월 29일 중간경유지 추가                                                                                       |
| 청주 ↔ 광주   | 속리산고속                          | 청주     | ↔        | 광주     | 비아                             | 1         | 2               | -         | 2014년 9월 29일 중간경유지 추가                                                                                       |
| 전주 ↔ 광주   |                                     | 전주     | ↔        | 광주     | 호남제일문                       | 2         | 7               | -         | |
| 전주 ↔ 광주   | 전북혁신도시, 호남제일문            | 전주     | ↔        | 광주     | 1                                | 3         | 2019년 3월 신설 | -         | |

- 장성, 화순·능주, 장흥[3], 영암

#### 영동선
| 운행 노선   | 공동 운행사 | 운행구간 | 운행구간 | 운행구간 | 경유지 | 운행 대수 | 운행 대수 | 운행 대수 | 비고                                                                                                  |
| 운행 노선   | 공동 운행사 | 운행구간 | 운행구간 | 운행구간 | 경유지 | 일반      | 우등      | 고급      | 비고                                                                                                  |
| ----------- | ----------- | -------- | -------- | -------- | ------ | --------- | --------- | --------- | --- |
| 원주 ↔ 광주 | 중앙고속    | 원주     | ↔        | 광주     | 비아   | 1         | 2         | -         | 2014년 6월 24일 동부익스프레스에서 노선 양수 2014년 9월 29일 중간경유지 추가 2017년 1월 6일 일반 감차 |

#### 남해선
| 운행 노선     | 공동 운행사 | 운행구간 | 운행구간 | 운행구간 | 경유지               | 운행 대수 | 운행 대수 | 운행 대수 | 비고                                                                                              |
| 운행 노선     | 공동 운행사 | 운행구간 | 운행구간 | 운행구간 | 경유지               | 일반      | 우등      | 고급      | 비고                                                                                              |
| ------------- | ----------- | -------- | -------- | -------- | -------------------- | --------- | --------- | --------- | ------------------------------------------------------------------------------------------------- |
| 부산 ↔ 광주   | 삼화고속    | 부산     | ↔        | 광주     | 섬진강휴게소, 운암동 | 2         | 6         | 2         | 2017년 1월 6일 우등 감차                                                                          |
| 부산 ↔ 여수   | 천일고속    | 부산     | ↔        | 여수     | 섬진강휴게소, 여천   | 1         | 4         | -         | 2017년 1월 6일 우등 감차                                                                          |
| 서부산 ↔ 광주 |             | 부산서부 | ↔        | 광주     | 섬진강휴게소         | 3         | 10        | 2         |                                                                                                   |
| 서부산 ↔ 순천 |             | 부산서부 | ↔        | 순천     | 섬진강휴게소         | 2         | 4         | -         | 2014년 11월 18일 신설 2016년 3월 2일 일반, 우등 증차                                              |
| 서부산 ↔ 여수 |             | 부산서부 | ↔        | 여수     | 섬진강휴게소, 여천   | 1         | 3         | -         | 2014년 4월 3일 우등 일반전환                                                                      |
| 광주 ↔ 진해   |             | 광주     | ↔        | 진해     | 섬진강휴게소, 창원   | -         | 1         | -         | 2016년 2월 1일 신설 2017년 1월 6일 우등 감차                                                      |
| 광주 ↔ 창원   |             | 광주     | ↔        | 창원     | 섬진강휴게소, 마산   | -         | 2         | -         | 2015년 3월 23일 마산 노선 연장 2015년 5월 12일 신설 2015년 9월 23일 감차 2017년 1월 6일 우등 감차 |

#### 경인선
| 운행 노선   | 공동 운행사                | 운행구간 | 운행구간 | 운행구간 | 경유지                 | 운행 대수 | 운행 대수 | 운행 대수 | 비고                                                     |
| 운행 노선   | 공동 운행사                | 운행구간 | 운행구간 | 운행구간 | 경유지                 | 일반      | 우등      | 고급      | 비고                                                     |
| ----------- | -------------------------- | -------- | -------- | -------- | ---------------------- | --------- | --------- | --------- | -------------------------------------------------------- |
| 인천 ↔ 광주 | 삼화고속 한일고속          | 인천     | ↔        | 광주     | 정안휴게소, 비아       | 1         | 4         | 2         |                                                          |
| 인천 ↔ 순천 | 삼화고속 천일고속 한일고속 | 인천     | ↔        | 순천     | 정안휴게소, 순천대학교 | 1         | 1         | -         | 2015년 3월 23일 중간경유지 추가 2017년 1월 6일 우등 감차 |
| 인천 ↔ 여수 | 천일고속                   | 인천     | ↔        | 여수     | 정안휴게소, 여천       | -         | 2         | -         |                                                          |

#### 88선
| 운행 노선   | 공동 운행사      | 운행구간 | 운행구간 | 운행구간 | 경유지             | 운행 대수 | 운행 대수 | 운행 대수 | 비고                                                             |
| 운행 노선   | 공동 운행사      | 운행구간 | 운행구간 | 운행구간 | 경유지             | 일반      | 우등      | 고급      | 비고                                                             |
| ----------- | ---------------- | -------- | -------- | -------- | ------------------ | --------- | --------- | --------- | ---------------------------------------------------------------- |
| 광주 ↔ 구미 | 경북코치서비스   | 광주     | ↔        | 구미     |                    | 1         | 1         | -         | 2012년 6월 14일 고속 전환                                        |
| 광주 ↔ 대구 | 중앙고속금호고속 | 광주     | ↔        | 동대구   | 서대구             | 1         | 9         | -         |                                                                  |
| 광주 ↔ 대구 | 중앙고속금호고속 | 광주     | ↔        | 동대구   | 서대구             | -         | 9         | -         |                                                                  |
| 광주 ↔ 울산 |                  | 광주     | ↔        | 울산     | 섬진강휴게소, 신복 | 1         | 6         | 2         | 2015년 3월 23일 중간경유지 추가 2017년 1월 9일 일반 1대 우등전환 |

#### 이외 노선
아래 노선들은 국토교통부의 고속버스 운행계통표에 인가대수 또는 노선이 없으나, 코버스 전산망 상에서 취급하는 노선이다. 운행 구간은 북에서 남으로, 서에서 동으로 표기하였다.
| 운행 노선     | 공동 운행사       | 운행구간 | 운행구간 | 운행구간 | 경유지                                                     | 운행 횟수 | 비고                                         |
| ------------- | ----------------- | -------- | -------- | -------- | ---------------------------------------------------------- | --------- | -------------------------------------------- |
| 서울 ↔ 김제   |                   | 서울호남 | ↔        | 김제     | 정안휴게소, 전북혁신도시, 행정연수원, 애통리               | 7         | 시외우등형 노선                              |
| 서울 ↔ 안성   | 동양고속          | 서울경부 | ↔        | 안성     | 주은풍림, 공도, 대림동산, 중앙대입구, 시민회관, 한경대학교 | 44        | 명절에는 금호고속이 단독운행                 |
| 서울 ↔ 옥과   |                   | 서울호남 | ↔        | 옥과     | 곡성                                                       | 1         | 2018년 1월 22일부로 폐지될 예정이었으나 철회 |
| 서울 ↔ 지도   |                   | 서울호남 | ↔        | 지도     | 무안, 해제                                                 | 2         | 시외우등형 노선                              |
| 서울 ↔ 평택   | 동양고속          | 서울경부 | ↔        | 평택     | 용이동, 평택대                                             | 16        | 명절에는 동양고속이 단독운행                 |
| 서울 ↔ 함평   |                   | 서울호남 | ↔        | 함평     | 장성, 문장                                                 | 3         | 시외우등형 노선                              |
| 경주 ↔ 부산   |                   | 경주     | ↔        | 부산     |                                                            | 10        |                                              |
| 광명 ↔ 전주   |                   | 철산     | ↔        | 전주     | 광명, 오산, 호남제일문                                     | 6         |                                              |
| 광주 ↔ 고현   | 경남고속          | 광주     | ↔        | 고현     | 통영                                                       | 1         | 광주 방향은 코버스 전산망을 이용하지 않음    |
| 광주 ↔ 통영   | 경남고속          | 광주     | ↔        | 통영     |                                                            | 4         |                                              |
| 대구 ↔ 경주   |                   | 동대구   | ↔        | 경주     | 용계                                                       | 26        |                                              |
| 목포 ↔ 구미   | 코리아와이드경북  | 목포     | ↔        | 구미     | 동대구                                                     | 2         | 시외우등형 노선                              |
| 부천 ↔ 연무대 | 동양고속 삼화고속 | 부천     | ↔        | 연무대   | 정안휴게소, 논산                                           | 1         | 2018년 운행계통표에서 인가대수 삭제          |
| 수원 ↔ 목포   | 삼화고속          | 수원     | ↔        | 목포     | 정안휴게소                                                 | 3         | 2018년 운행계통표에서 인가대수 삭제          |
| 수원 ↔ 여수   | 경기고속 동양고속 | 수원     | ↔        | 여수     | 영통입구, 신갈, 순천, 여천                                 | 2         | 시외우등형 노선                              |
| 안산 ↔ 익산   | 중앙고속          | 안산     | ↔        | 익산     | 상록수역, 정안휴게소, 팔봉동                               | 1         | 2018년 운행계통표에서 인가대수 삭제          |
| 의정부 ↔ 부산 |                   | 의정부   | ↔        | 부산     | 구리                                                       | 6         | 시외우등형 노선                              |
| 인천 ↔ 남원   | 경기고속          | 인천     | ↔        | 남원     | 서수원, 오산, 덕과                                         | 1         | 시외우등형 노선                              |
| 인천 ↔ 목포   | 삼화고속          | 인천     | ↔        | 목포     |                                                            | 5         | 2018년 운행계통표에서 인가대수 삭제          |
| 인천 ↔ 익산   | 삼화고속          | 인천     | ↔        | 익산     | 정안휴게소, 팔봉동                                         | 3         | 2018년 운행계통표에서 인가대수 삭제          |

#### 과거 운행 노선
- 서울남부 - 광양 - 동광양
- 파주(문산) - 운정 - 대전복합
- 파주(문산) - 운정 - 대전청사
- 대전 - 서대구 - 동대구
- 대전 - 천안
- 천안 - 정안휴게소 - 팔봉동 - 익산
- 수원 - 인삼랜드휴게소 - 개양 - 진주
- 광주 - 경주

### 시외버스

#### 유스퀘어(광주광역시) 출발 노선

##### 단거리 노선
굵게 표시된 지역으로는 무정차 직통 노선도 별도로 운행한다. 
- 동남 방면 : 화순, 곡천, 벌교[5], 과역, 고흥, 녹동, 소록도, 장평[6], 장흥, 회진
- 동북 방면 : 옥과[7], 순천, 여천[8][9], 여수, 광양[10], 동광양[11], 광양제철
- 서남 방면 : 다시, 함평, 무안, 청계[12], 지도, 압해[13], 증도, 점암선착장[14], 목포[15], 무안국제공항
- 서북 방면 : 문장, 영광, 법성[16], 홍농[17]
- 남부 방면 : 나주, 영산포, 신북, 영암, 강진, 성전, 옴천, 병영, 동창, 금정, 안노, 유치, 마량[18], 고금[19], 완도, 해남, 진도, 땅끝[20]

##### 중장거리 노선
- 수도권 방면 : 부천, 서울남부[21], 문산[22], 김포국제공항, 인천국제공항[23]
- 충청남도 방면 : 서산[24]당진[25]
- 경상남도 방면 : 김해[26]
- 경상북도 방면 : 대구서부[27]
- 강원특별자치도 방면 : 강릉[28]

#### 전남 지역 출발 노선
- 목포 기점 : 동서울, 인천국제공항[29], 부천, 안산, 성남, 무안, 광양, 마산, 부산서부, 지도, 압해, 완도, 해남, 진도, 땅끝, 고양
- 여수[30] 기점 : 동서울, 당진[31], 인천국제공항, 목포, 진주[32], 통영[33], 울산[34], 청주[35], 대전복합[36], 해운대[37]
- 순천 기점 : 진주, 마산[38], 부산서부[39], 동광양, 광양, 광양제철
- 광양 기점 : 인천국제공항
- 함평 기점 : 세종시[40]
- 해남 기점 : 동서울, 부산서부

#### 기타 지역 출발 노선
- 부산서부 기점 : 정읍[41], 고흥, 완도
- 동부산 기점 : 군산, 익산
- 울산 기점 : 군산, 익산

## 해외 노선
금호고속은 1995년 4월에 무한한광공로운수유한공사 (武漢漢光公路運輸有限公司)를 시작으로 중국에 진출하였으며, 2007년 11월에 베트남에 진출하였다.

### 베트남 노선
- 노이 바이 국제공항 (하노이) - 하노이 대우호텔

### 중국 노선
- 선전 (深川) - 광저우 (廣州)
- 우한 (武漢) - 이창 (宜昌)
- 청두 (成都) - 충칭 (重慶)